# Emil Berglund (präst)
Johan Emil Berglund, född 21 juli 1873 i Hångsdala, död 26 februari 1950, var en svensk präst.

## Biografi
Berglund blev teologie kandidat vid Uppsala universitet 1900 och teologie licentiat 1908. Efter tjänstgöring i olika församlingar och vid Fjellstedtska skolan i Uppsala var han kyrkoherde i Hössna, Skara stift mellan 1911 och 1926, och blev sedan domprost i Skara.
Berglund var bland annat ordförande i Skara kyrkofullmäktige, stiftsombud för svenska kyrkans diakoni- och missionsstyelser, vice ordförande i stiftets ungdomsråd och i stiftsrådet.
Han var redaktör för Kyrklig tidskrift 1912–1918. Av Berglunds övriga produktion märks Statskyrka el. frikyrka? (1909), I afgörelsetid (1914), Allvar och friskt mod (1915, flera upplagor), Vad är evangelisk kristendom? (1922) samt Om predikan (1928).